# Сандху, Раджиндер Сингх
Раджиндер Сингх Сандху (англ. Rajinder Singh Sandhu, 21 февраля 1945) — угандийский хоккеист (хоккей на траве), полузащитник.

## Биография
Раджиндер Сингх Сандху родился 21 февраля 1945 года.
Играл в хоккей на траве за «Симба Юнион» из Кампалы.
В 1972 году вошёл в состав сборной Уганды по хоккею на траве на Олимпийских играх в Мюнхене, занявшей 15-е место. Играл на позиции полузащитника, провёл 8 матчей, забил 1 мяч в ворота сборной Мексики.
После Олимпиады за сборную не играл.

## Семья
Младший брат Раджиндера Сингха Сандху Амарджит Сингх Сандху (род. 1954) также выступал за сборную Уганды по хоккею на траве, в 1972 году участвовал в летних Олимпийских играх в Мюнхене.